# Česká královská rada

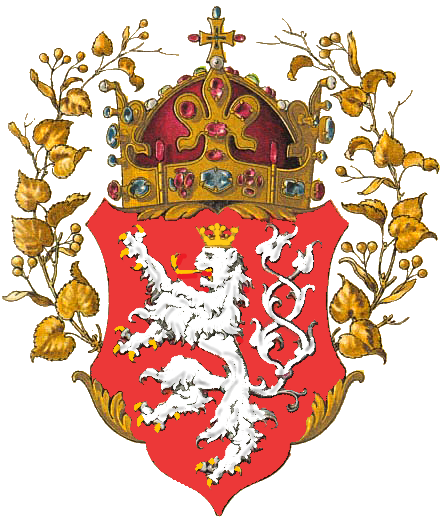
Znak Českého království

Česká královská rada (latinsky consilium domini regis) byla poradním orgánem panovníka a tvořil ji sbor králových důvěrníků, zemských a dvorských úředníků z řad šlechty a duchovenstva. Předsedal jí král, v jeho nepřítomnosti nejvyšší purkrabí, ve věcech soudních nejvyšší hofmistr. V předbělohorském období byla mocensky dualistickým orgánem – stavovským i královským, proto měla celostátní působnost. V pobělohorském období se přetvořila na Českou dvorskou královskou radu. Královské rady existovaly i v jiných státech.

## Historie
V českém státě lze zárodky královské rady jako neformálního příležitostného poradního orgánu vystopovat už v 11. a 12. století, kdy kníže svolával proměnlivý okruh předních velmožů na dvorské sjezdy, radil se s nimi a oni pak zaručovali splnění jeho vůle. Ve 13. století došlo k její postupné formalizaci a institucionalizaci. Stále se však jednalo jen o okruh osob vybraných králem k poradě ve speciálních otázkách. Stálejším orgánem byla od doby Jana Lucemburského (králem 1310–1346).
Karel IV. (králem 1346–1378) na ni přenášel skutečnou moc. Rada Karla IV. měla okolo deseti stálých členů, z nichž nejvýznamnější místo zaujímal pražský arcibiskup. Dále ji tvořili nejvyšší zemští a dvorští úředníci a spolutvůrci a vykonavatelé královy zahraniční a vnitřní politiky z řad šlechty, odborníci na různé otázky veřejného života. Za jeho vlády byla jen jedna společná královská rada pro České království i Svatou říši římskou. Rada zasedala téměř denně a kromě stálých členů se porad účastnili i další přizvané osoby. Za Václava IV. (králem 1378–1419) se v královské radě prosadili příslušníci nižší šlechty, což samozřejmě popuzovalo vyšší šlechtu, která usilovala o výhradní zastoupení v radě. Na konci 14. století byla královská rada prakticky stálým orgánem, který trvale sídlil v Praze, i když tam panovník zrovna nepobýval. Členové rady byli často relátory v královské kanceláři, jejichž úkolem bylo předat králův příkaz k zapsání na listinu.
Po husitských válkách bylo uzavřeno několik dohod o zemských úřadech (v letech 1437, 1453, 1458 a konečná dohoda v roce 1497 a menší úpravy ještě v roce 1549). Královská rada navrhovala obsazení zemských úřadů a znění královských propozic pro sněmy. V roce 1508 Vladislav II. Jagellonský (králem 1471–1516) potvrdil, že jmenovité obsazování úřadů bude jen za spoluúčasti královské rady. V 16. století rada o navržení kandidáta na zemský úřad rozhodovala v tajném písemném hlasování. V roce 1526 bylo formulováno konečné složení rady:
- a/ nejužší okruh: nejvyšší zemští úředníci (v hierarchickém pořadí: 1. nejvyšší purkrabí, 2. nejvyšší hofmistr, 3. nejvyšší maršálek, 4. nejvyšší komorník, 5. nejvyšší zemský sudí, 6. nejvyšší kancléř, 7. nejvyšší dvorský sudí (přiřazen až roku 1549), 8. nejvyšší zemský písař, 9. podkomoří, 10. karlštejnský purkrabí za panský stav, 11. karlštejnský purkrabí za rytířský stav, 12. purkrabí Hradeckého kraje
- b/ užší okruh: nejvyšší zemští úředníci a přísedící většího zemského soudu
- c/ širší okruh: nejvyšší zemští úředníci a přísedící zemského soudu a s nimi ještě přísedící komorního a dvorského soudu, kteří byli většinou personálně totožní. Král měl právo do rady jmenovat i osoby podle svého uvážení, vázán byl jen výběrem z panského a rytířského stavu ze zemí Koruny české. Mnozí Habsburkové do rady jmenovali pražského arcibiskupa. Také sněm mohl jmenovat členy rady, často jimi byli krajští hejtmané.

Král musel brát v potaz názor rady při jmenování zemských úředníků a přísedících komorního soudu, při udělování zahraničních lén, v sestavování sněmovních propozic, v berních záležitostech, v otázkách obrany země, v náboženských, mincovních a pořádkových věcech. Rada tak fungovala jako
- a/ kontrolní orgán nad králem
- b/ přímý stavovský orgán – jako trvalý výbor sněmu
- c/ vlastní rada a výkonný královský orgán.

Radě předsedal král, v době mezivládí nejvyšší purkrabí, ve věcech soudních předsedal nejvyšší hofmistr (revize rozsudků jménem krále, o které byl král jako nejvyšší instance požádán). Královská rada nebyla pravidelně úřadující byrokratickou institucí, která by zavazovala své členy ke stálému pobytu v Praze. Většinou se jí účastnili nejvyšší zemští úředníci z panského stavu, které jejich funkce dlouhodobě zdržovaly v hlavním městě. Účast nejvyšších zemských úředníků a přísedících soudů z řad rytířů byla sporadická. V prvních desetiletích 17. století byla rada svolávána na takové dny, kdy zasedaly soudy nebo probíhal sněm. Královská rada zasedala v místnostech české kanceláře, která byla také jejím výkonným orgánem. Nejvyšší kancléř zprostředkovával styk rady s panovníkem. Po vydání Obnoveného zřízení zemského (1627) se česká dvorská královská rada skládala z nejvyššího kancléře krále českého, místokancléře a osob libovolně jmenovaných panovníkem, a to převážně z řad cizinců. Proměnila se v byrokratický orgán.

## Vlivní členové královské rady Karla IV.
- Arnošt z Pardubic (25. 3. 1297 Hostinka – 30. 6. 1364 Roudnice nad Labem), první pražský arcibiskup (1344–1364)
- Jan ze Středy (kolem 1310 Vysoké Mýto – 23. 12. 1380 Modřice u Brna), litomyšlský a později olomoucký biskup, kancléř císaře Karla IV. (1357[zdroj?]–1374)
- Přemek Těšínský (1332/1336 – 23. 5. 1410 Těšín) z rodu slezských Piastovců

## Vlivní členové královské rady Václava IV.
- Přemek Těšínský (1332/1336 – 23. 5. 1410 Těšín) z rodu slezských Piastovců
- Jindřich Škopek z Dubé
- Bořivoj ze Svinař, rytíř
- Zikmund Huler z Orlíku († 23. července 1405, sťat před Staroměstskou radnicí), měšťan, podkomoří
- Jan Čúch ze Zásady
- Jíra z Roztok

## Vlivní členové královské rady Jiřího z Poděbrad
- Prokop z Rabštejna († 11. 4. 1472)
- Zdeněk Kostka z Postupic († 1468), nejvyšší mincmistr, nejvyšší purkrabí (1467–1468)
- Čeněk z Klinštejna, purkrabí Pražského hradu (1451–1461)
- Samuel z Hrádku a Valečova, purkmistr Nového Města pražského, podkomoří
- Vilém z Rýzmberka a na Rabí, nejvyšší komorník
- Jošt z Einsiedlu
- Václav z Valečova

## Vlivní členové královské rady Vladislava II. Jagellonského
Josef Macek uvádí následující osoby:
- Samuel z Hrádku a Valečova
- Čeněk z Klinštejna
- Vilém z Rýzmberka a na Rabí
- Jan z Janovic na Petršpurce
- Beneš z Veitmile († 28. 8. 1496)
- Bernard Bierka z Násilé
- Mikuláš Svitáček z Landštejna
- Jan z Roupova
- Pavel z Jenštejna a ze Skal
- Jindřich z Jenštejna
- Albrecht Ojieř z Očedělic
- Jan Sokolovský z Vrance
- Jan Tovačovský z Cimburka
- Ctibor Tovačovský z Cimburka (asi 1438 – 26. 6. 1494), moravský zemský hejtman (1469–1494) a nejvyšší kancléř Českého království (1471–1479)
- Kryštof Opl z Fictum
- Litvín z Klinštejna
- Burian II. z Gutštejna a na Nečtinách
- Jan ze Šelmberka
- Půta z Rýzmberka a na Švihově
- Jan Zajíc z Házmburka a na Kosti
- Jindřich z Hradce
- Albrecht z Leskovce
- Mikuláš Trčka z Lípy
- Aleš Berka z Dubé
- Linhart z Gutštejna
- Mikuláš Berka z Dubé
- Bohuslav ze Svinař a z Litovic
- Fridrich ze Šumburka
- Jindřich z Plavna
- Mareš ze Švamberka